# Prodeus
Prodeus est un jeu vidéo de tir à la première personne indépendant développé et publié par le studio américain Bounding Box Software. Le jeu a été financé par une campagne Kickstarter qui fut réussie en avril 2019. Une version à accès anticipé est sortie en novembre 2020, suivie d'une version complète plus tard en 2022,.

## Système de jeu
Les développeurs décrivent Prodeus comme "le jeu de tir à la première personne à l'ancienne, revisité à l'aide de techniques de rendu modernes". Le gameplay ressemble à celui des jeux de tir à la première personne classiques des années 1990 tels que Doom et Quake. Le joueur doit explorer des niveaux complexes, recherchant parfois des clés pour progresser, tout en engageant les ennemis dans des combats rapides en utilisant une variété d'armes. Pour aider le joueur à trouver son chemin et à découvrir des secrets, le jeu propose une carte automatique similaire en fonction à celles présentées dans des jeux tels que Doom, Duke Nukem 3D et Metroid Prime.
Prodeus utilise un moteur de jeu moderne pour étendre l'expérience des tireurs classiques avec des visuels tels que l'éclairage dynamique et les effets de particules, des niveaux interactifs, un système gore et une bande sonore dynamique. Bien que le jeu puisse être joué entièrement avec un visuel moderne, le jeu permet au joueur d'appliquer des shaders qui donnent au jeu un aspect pixelisé, simulant des résolutions jusqu'à 360p ou même 216p. Le jeu a également la possibilité de convertir dynamiquement les modèles d'ennemis et d'objets en sprites, simulant davantage une expérience rétro.

## Développement
Les développeurs Mike Voeller et Jason Mojica se sont rencontrés tout en travaillant ensemble chez Raven Software sur Singularity. En 2017, Voeller avait décidé de quitter l'industrie pour poursuivre l'idée d'un jeu de tir rétro à la première personne (qui deviendra par la suite Prodeus ). À cette époque, Mojica a repris contact avec Voeller et a décidé de quitter son emploi aux studios Starbreeze pour rejoindre le projet,. Plus tard, ils ont recruté Andrew Hulshult pour la bande originale et Josh "Dragonfly" O'Sullivan de la communauté de modding de Doom pour travailler sur le level design.
Prodeus a été annoncé en novembre 2018. La bande-annonce de lancement et les démos de gameplay ultérieures ont été créées avec une version pré-alpha du jeu présentant un niveau typique.
Les développeurs ont déclaré que l'engagement communautaire était considéré comme un principe fondamental du jeu depuis le début. Ainsi, Prodeus inclut un éditeur de niveau intégré dès le premier jour. Quiconque possède le jeu sur un PC aura les mêmes outils utilisés par les développeurs pour créer des niveaux à partir de zéro. L'éditeur de niveau est spécialement conçu pour Prodeus et est conçu pour être rapide et facile à utiliser.